# Nogent-sur-Eure
Pour les articles homonymes, voir Nogent.
Nogent-sur-Eure est une commune française située dans le département d'Eure-et-Loir en région Centre-Val de Loire.
Les habitants de cette commune s'appellent les Nogentais(es).

## Géographie
Nogent est située à 12 km de Chartres, à 13 km de Courville-sur-Eure et à 14 km d'Illiers-Combray.
La commune est bordée par l'Eure.

Situation géographique
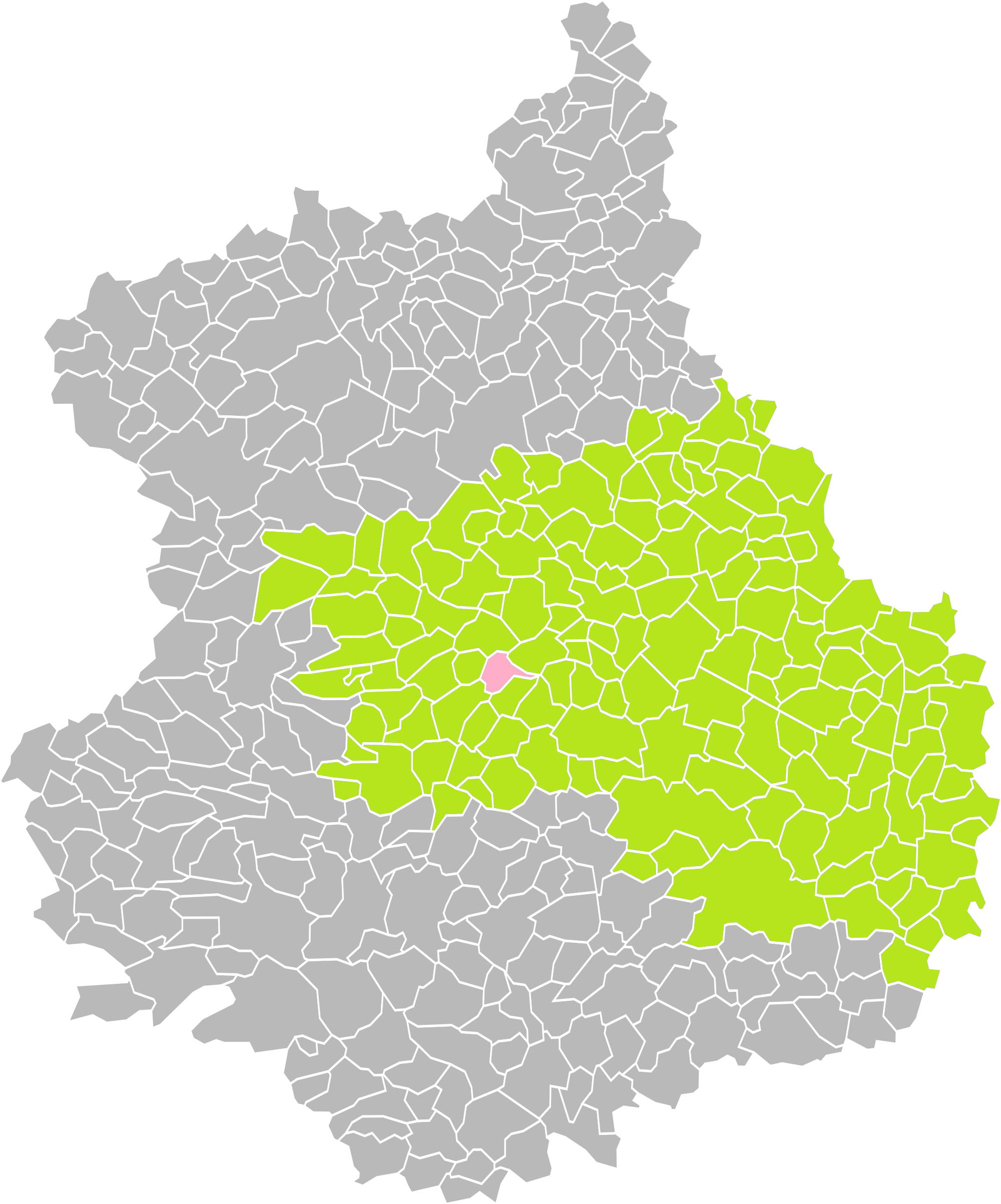
Nogent-sur-Eure dans son arrondissement.
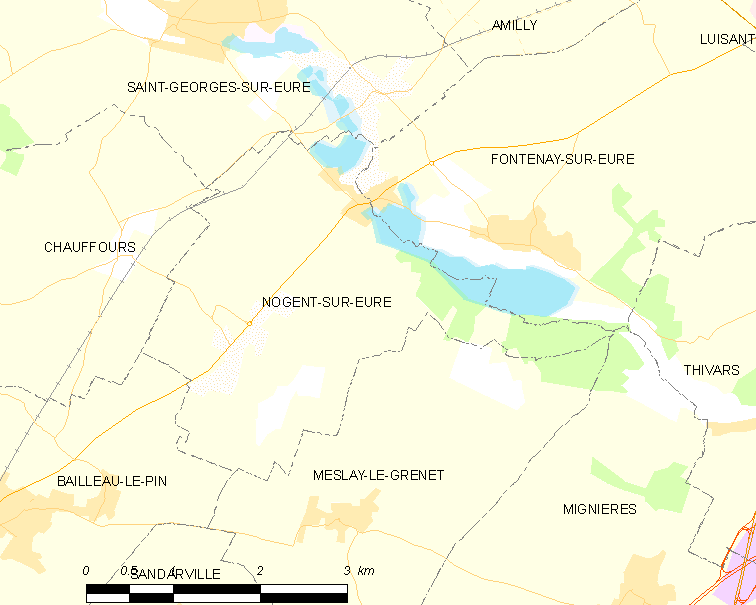
Carte de la commune de Nogent-sur-Eure.

### Communes limitrophes
|                 | Saint-Georges-sur-Eure | Saint-Georges-sur-Eure |
| Chauffours      | Nogent-sur-Eure        | Fontenay-sur-Eure      |
| Bailleau-le-Pin | Meslay-le-Grenet       | Mignières              |

### Hydrographie
Provenant du nord-ouest par Saint-Georges-sur-Eure, la rivière l'Eure, affluent en rive gauche du fleuve la Seine, borde le nord de la commune de Nogent pour couler ensuite vers le sud-est entre les communes de Mignières et Thivars.

### Climat
Pour des articles plus généraux, voir Climat du Centre-Val de Loire et Climat d'Eure-et-Loir.
En 2010, le climat de la commune est de type climat océanique dégradé des plaines du Centre et du Nord, selon une étude du CNRS s'appuyant sur une série de données couvrant la période 1971-2000. En 2020, Météo-France publie une typologie des climats de la France métropolitaine dans laquelle la commune est exposée à un climat océanique altéré et est dans la région climatique  Sud-ouest du bassin Parisien, caractérisée par une faible pluviométrie, notamment au printemps (120 à 150 mm) et un hiver froid (3,5 °C). 
Pour la période 1971-2000, la température annuelle moyenne est de 10,5 °C, avec une amplitude thermique annuelle de 14,8 °C. Le cumul annuel moyen de précipitations est de 630 mm, avec 10,6 jours de précipitations en janvier et 7,7 jours en juillet. Pour la période 1991-2020, la température moyenne annuelle observée sur la station météorologique de Météo-France la plus proche, sur la commune de Blandainville à 10 km à vol d'oiseau, est de 11,2 °C et le cumul annuel moyen de précipitations est de 626,2 mm,. Pour l'avenir, les paramètres climatiques de la commune estimés pour 2050 selon différents scénarios d'émission de gaz à effet de serre sont consultables sur un site dédié publié par Météo-France en novembre 2022.

## Urbanisme

### Typologie
Au 1er janvier 2024, Nogent-sur-Eure est catégorisée commune rurale à habitat dispersé, selon la nouvelle grille communale de densité à 7 niveaux définie par l'Insee en 2022.
Elle est située hors unité urbaine. Par ailleurs la commune fait partie de l'aire d'attraction de Chartres, dont elle est une commune de la couronne,. Cette aire, qui regroupe 117 communes, est catégorisée dans les aires de 50 000 à moins de 200 000 habitants,.

### Occupation des sols
L'occupation des sols de la commune, telle qu'elle ressort de la base de données européenne d’occupation biophysique des sols Corine Land Cover (CLC), est marquée par l'importance des territoires agricoles (84,2 % en 2018), une proportion sensiblement équivalente à celle de 1990 (84,6 %). La répartition détaillée en 2018 est la suivante : 
terres arables (75,6 %), forêts (8,7 %), zones agricoles hétérogènes (8,6 %), eaux continentales (5,4 %), zones urbanisées (1,7 %). L'évolution de l’occupation des sols de la commune et de ses infrastructures peut être observée sur les différentes représentations cartographiques du territoire : la carte de Cassini (XVIIIe siècle), la carte d'état-major (1820-1866) et les cartes ou photos aériennes de l'IGN pour la période actuelle (1950 à aujourd'hui).

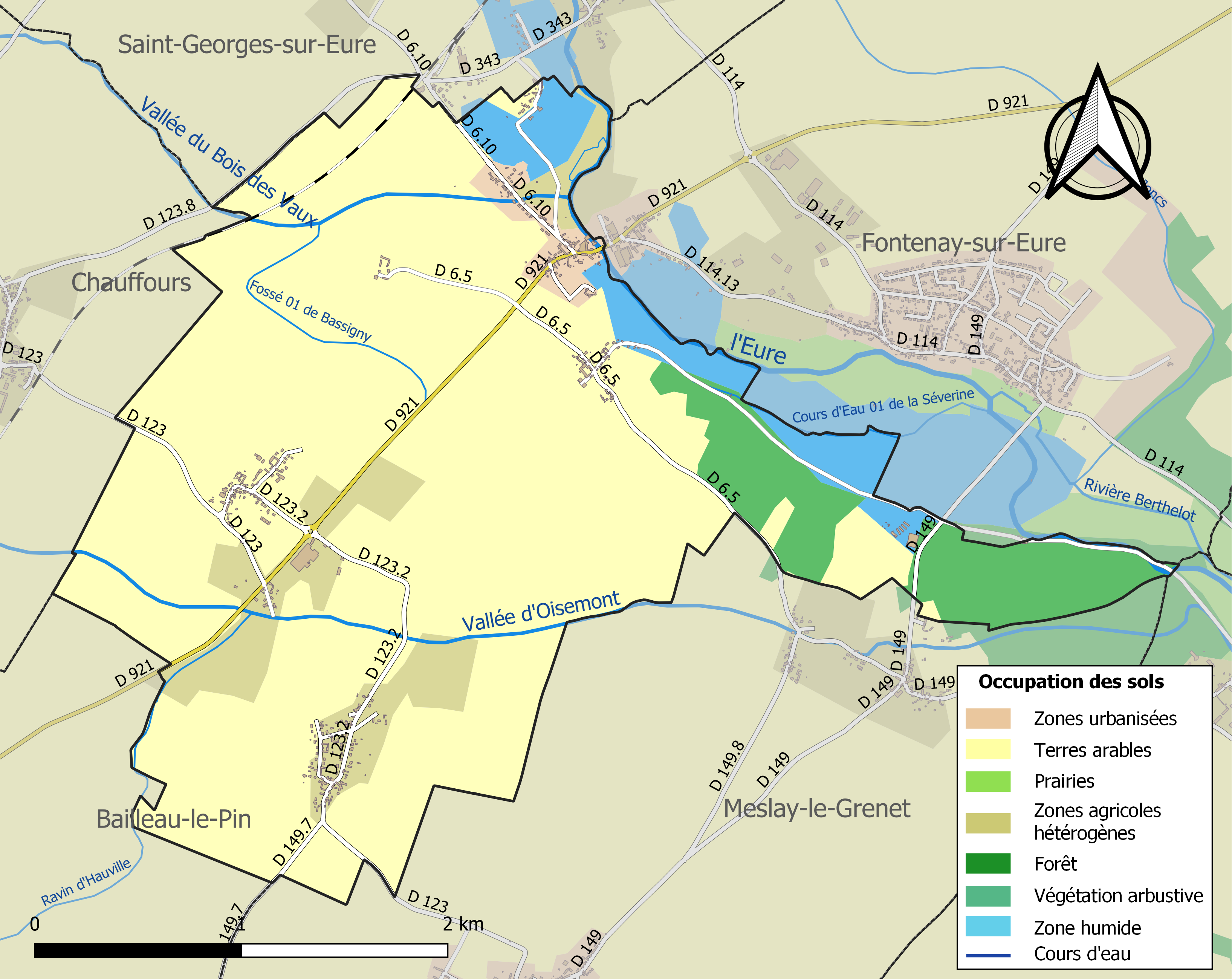
Carte des infrastructures et de l'occupation des sols de la commune en 2018 (CLC).

### Risques majeurs
Le territoire de la commune de Nogent-sur-Eure est vulnérable à différents aléas naturels : météorologiques (tempête, orage, neige, grand froid, canicule ou sécheresse), inondations, mouvements de terrains et séisme (sismicité très faible). Il est également exposé à un risque technologique, le transport de matières dangereuses. Un site publié par le BRGM permet d'évaluer simplement et rapidement les risques d'un bien localisé soit par son adresse soit par le numéro de sa parcelle.

#### Risques naturels
Certaines parties du territoire communal sont susceptibles d’être affectées par le risque d’inondation par débordement de cours d'eau et par ruissellement et coulée de boue, notamment la Vallée du Bois des Vaux, l'Eure et la Vallée d'Oisemont. La commune a été reconnue en état de catastrophe naturelle au titre des dommages causés par les inondations et coulées de boue survenues en 1999, 2000 et 2016,.

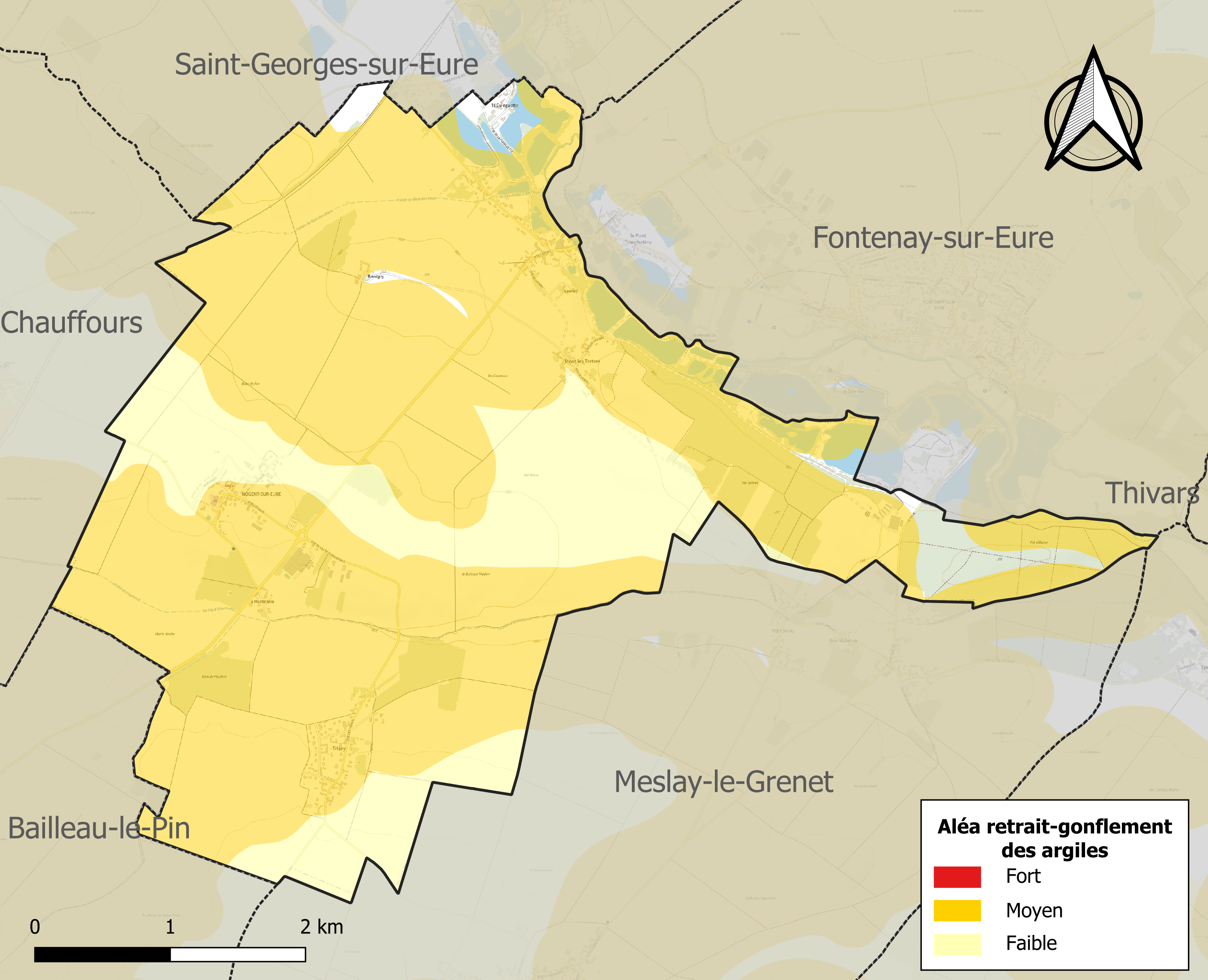
Carte des zones d'aléa retrait-gonflement des sols argileux de Nogent-sur-Eure.

Les mouvements de terrains susceptibles de se produire sur la commune sont des affaissements et effondrements liés aux cavités souterraines. L'inventaire national des cavités souterraines permet de localiser celles situées sur la commune.
Le retrait-gonflement des sols argileux est susceptible d'engendrer des dommages importants aux bâtiments en cas d’alternance de périodes de sécheresse et de pluie. 77,2 % de la superficie communale est en aléa moyen ou fort (52,8 % au niveau départemental et 48,5 % au niveau national). Sur les 212 bâtiments dénombrés sur la commune en 2019, 182 sont en aléa moyen ou fort, soit 86 %, à comparer aux 70 % au niveau départemental et 54 % au niveau national. Une cartographie de l'exposition du territoire national au retrait gonflement des sols argileux est disponible sur le site du BRGM,.
Concernant les mouvements de terrains, la commune a été reconnue en état de catastrophe naturelle au titre des dommages causés par des mouvements de terrain en 1999.

#### Risques technologiques
Le risque de transport de matières dangereuses sur la commune est lié à sa traversée par des infrastructures routières ou ferroviaires importantes ou la présence d'une canalisation de transport d'hydrocarbures. Un accident se produisant sur de telles infrastructures est en effet susceptible d’avoir des effets graves au bâti ou aux personnes jusqu’à 350 m, selon la nature du matériau transporté. Des dispositions d’urbanisme peuvent être préconisées en conséquence.

## Toponymie
Le nom de la localité est attesté sous les formes de Nogento en 1194, Novigentum en 1198.
Ce toponyme, comme la plupart des Nogent de France, vient de novio-, élément gaulois signifiant « nouveau », et le suffixe *-entum indiquant un village, un habitat ; « soit le nouveau village ».
L'Eure est une rivière qui prend sa source dans la région naturelle du Perche et qui coule dans les départements de l'Orne, d'Eure-et-Loir, de l'Eure et de la Seine-Maritime.

## Histoire

### Époque contemporaine

#### XXesiècle
Entre le 29 janvier 1939 et le 8 février, plus de 2 000 réfugiés espagnols fuyant l'effondrement de la république espagnole devant les troupes de Franco, arrivent en Eure-et-Loir. Devant l'insuffisance des structures d'accueil (le camp de Lucé et la prison de Châteaudun rouverte pour l’occasion), 53 villages sont mis à contribution, dont Nogent-sur-Eure. Les réfugiés, essentiellement des femmes et des enfants (les hommes sont désarmés et retenus dans le sud de la France), sont soumis à une quarantaine stricte, vaccinés, le courrier est limité, le ravitaillement, s'il est peu varié et cuisiné à la française, est cependant assuré. Une partie des réfugiés rentrent en Espagne, incités par le gouvernement français qui facilite les conditions du retour, mais en décembre, 922 ont préféré rester et sont rassemblés à Dreux et Lucé.

## Politique et administration

### Liste des maires
| Période                                  | Période   | Identité        | Étiquette | Qualité                       |
| ---------------------------------------- | --------- | --------------- | --------- | ----------------------------- |
| Les données manquantes sont à compléter. |           |                 |           |                               |
| 1919                                     | 1925      | Henri Triballet | PRS       | Député                        |
| juin 1995                                | mars 2008 | Hubert Crochet  |           |                               |
| mars 2008                                | En cours  | Pascal Leclair, |           | Cadre de la fonction publique |

## Population et société

### Démographie
| 1793 | 1800 | 1806 | 1821 | 1831 | 1836 | 1841 | 1846 | 1851 |
| ---- | ---- | ---- | ---- | ---- | ---- | ---- | ---- | ---- |
| 357  | 394  | 386  | 350  | 417  | 435  | 424  | 408  | 407  |

| 1856 | 1861 | 1866 | 1872 | 1876 | 1881 | 1886 | 1891 | 1896 |
| ---- | ---- | ---- | ---- | ---- | ---- | ---- | ---- | ---- |
| 386  | 382  | 384  | 375  | 365  | 336  | 330  | 328  | 319  |

| 1901 | 1906 | 1911 | 1921 | 1926 | 1931 | 1936 | 1946 | 1954 |
| ---- | ---- | ---- | ---- | ---- | ---- | ---- | ---- | ---- |
| 305  | 282  | 283  | 283  | 289  | 269  | 255  | 267  | 242  |

| 1962 | 1968 | 1975 | 1982 | 1990 | 1999 | 2006 | 2011 | 2016 |
| ---- | ---- | ---- | ---- | ---- | ---- | ---- | ---- | ---- |
| 242  | 231  | 292  | 359  | 424  | 441  | 479  | 512  | 500  |

| 2021 | 2022 | - | - | - | - | - | - | - |
| ---- | ---- | - | - | - | - | - | - | - |
| 507  | 502  | - | - | - | - | - | - | - |

## Culture locale et patrimoine

### Lieux et monuments
- Église Saint-Sylvain.

L'église Saint-Sylvain
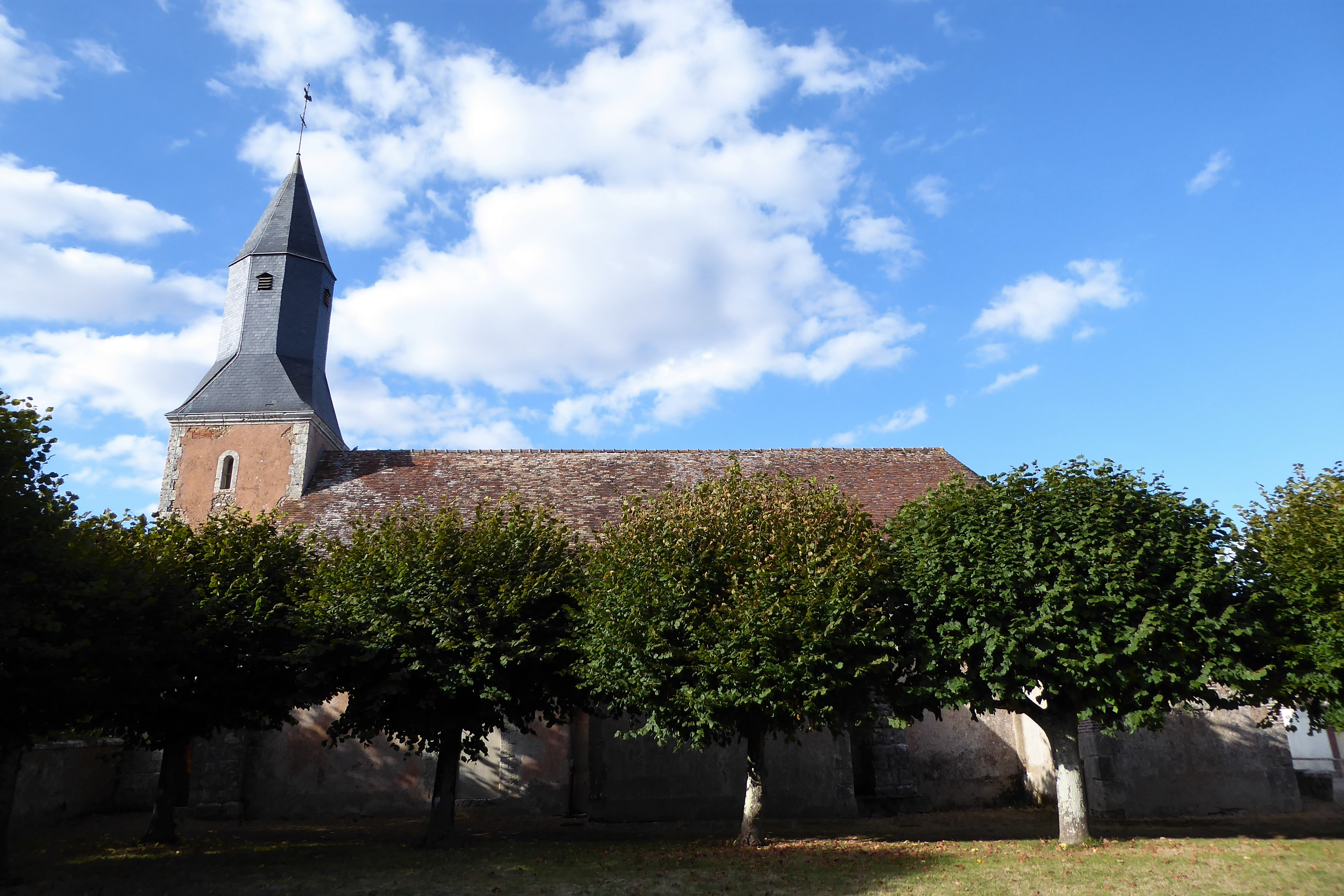
Vue générale.
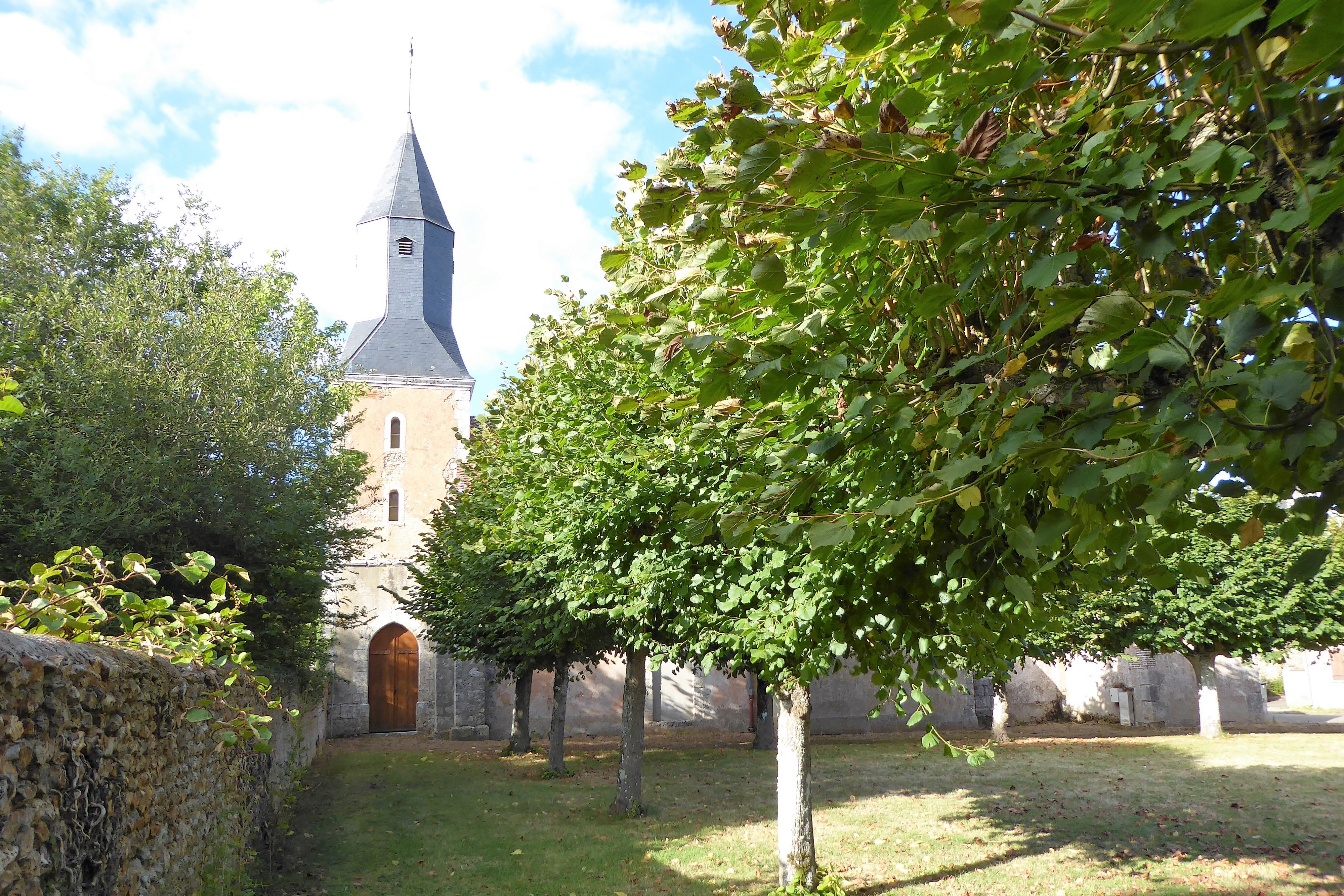
Entrée et clocher.
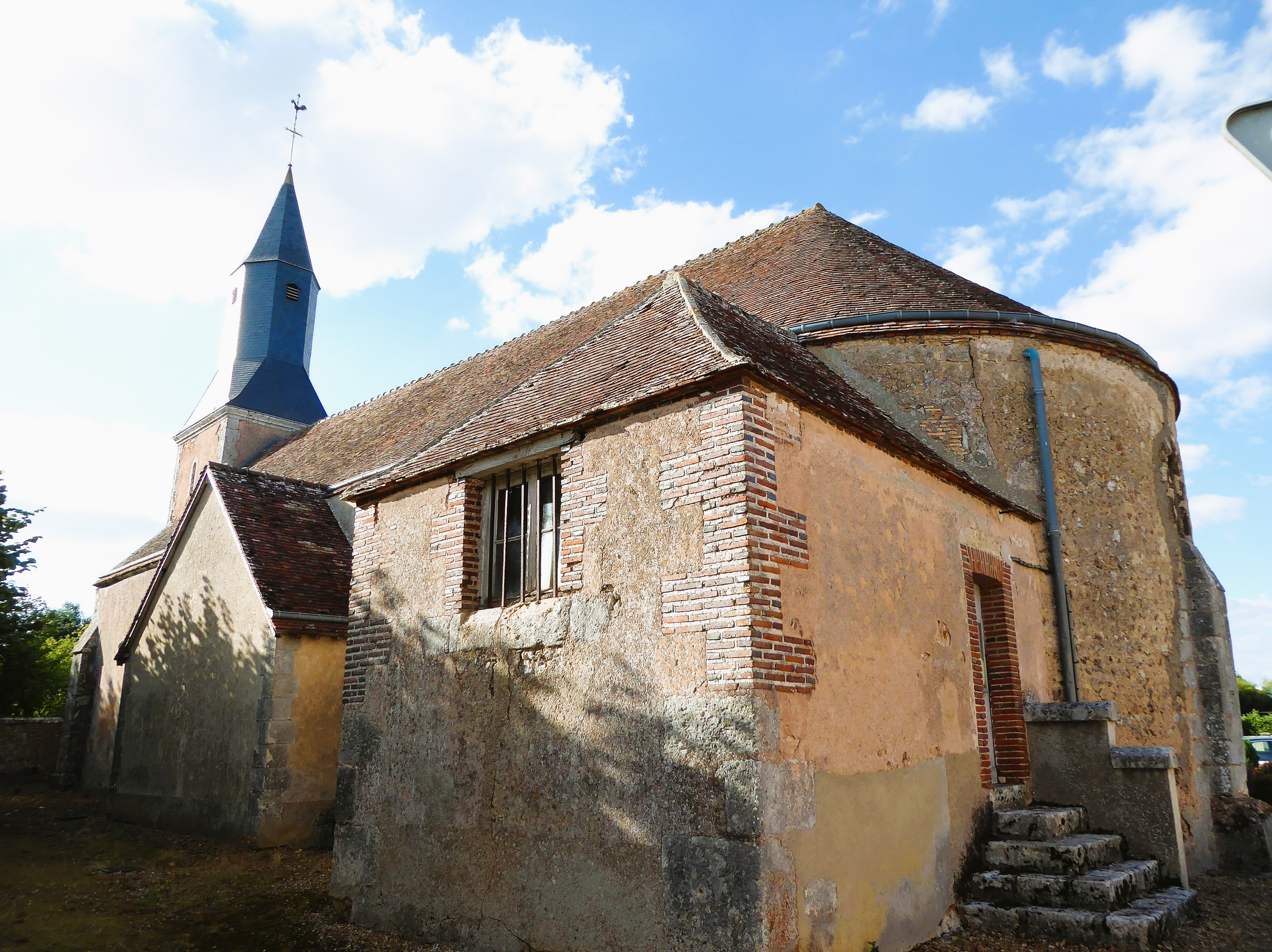
Chevet semi-circulaire.

### Personnalités liées à la commune

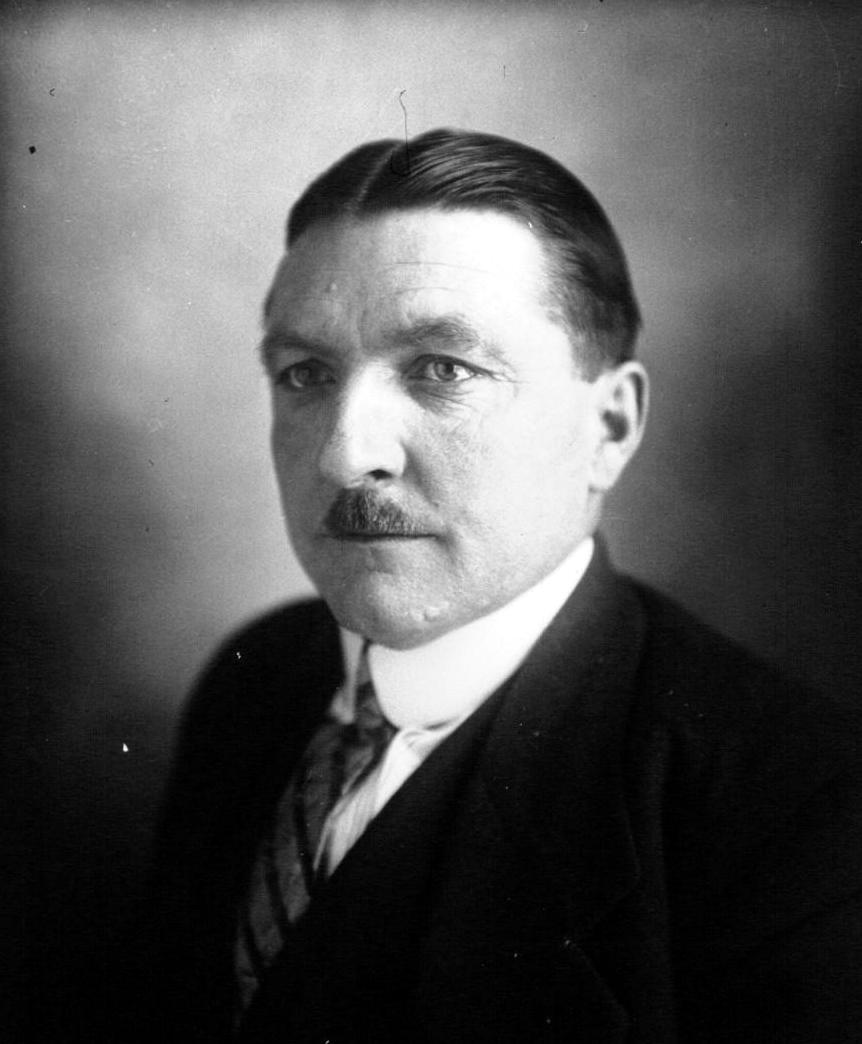
Henri Triballet, 1929 (agence Meurisse).

- Henri Triballet (1884- 1946), agriculteur et homme politique français, né dans cette commune le 25 septembre 1884 ; maire de Nogent de 1919 à 1925, conseiller général du canton d'Illiers de 1928 à 1940, député de la deuxième circonscription d'Eure-et-Loir de 1924 à 1942.

## Héraldique
| Blason à dessiner | Blason  | Tranché: au 1er de gueules au pont isolé d'argent à cinq arches, trois petites à dextre et deux plus grandes à senestre, soutenu de deux burelles ondées alésées d'azur et accompagné en pointe d'une gerbe de blé d'or liée d'argent, au 2e d'argent à l'église du lieu d'or et d'argent, essorée de gueules et surmontée d'une grappe de raisin de sinople feuillée de pourpre. |
| Blason à dessiner | Détails | Le statut officiel du blason reste à déterminer. |